# Марк Деций (народный трибун 311 года до н. э.)
Марк Деций (лат. Marcus Decius; IV век до н. э.) — римский политический деятель из плебейского рода Дециев, народный трибун 311 года до н. э. Находясь на этой должности, добился принятия закона, согласно которому все корабельные триумвиры, ведавшие строительством и починкой судов, должны были избираться народным собранием.